# Gernyeszeg
Gernyeszeg (románul Gornești, korábban Ghernesig, németül Kertzing) falu Romániában, Maros megyében, Gernyeszeg község központja.

## Fekvése
Marosvásárhelytől 15 km-re északkeletre a Maros bal partján fekszik.

## Története
1319-ben Knezeg néven említették először.
1395-ben p. Gernyezeg, 1398-ban Gerneseg, 1477-ben Gernezeeg néven írták.
Gernyeszeg a Kacsics nemzetséghez tartozó Szécsényiek birtoka volt.  1323-ban Szécsényi Tamásé volt, majd a Szécsényiek a birtokot 1395-ben átadták Zsigmond királynak néhány dobokai birtokért cserébe.
1405-ben Zsigmond király a Somkeréki Erdélyieknek adományozta, akik itt várat  (erősséget) építtettek. Később tőlük Monoszlói Miklós erdélyi vajda szerezte meg.
1587-ben a Teleki család birtokai közé tartozott, és várát 1686-ban Teleki Mihály kancellár kastéllyá építtette át.
A trianoni békeszerződésig Maros-Torda vármegye Régeni alsó járásához tartozott.
A kommunizmus alatt sertéshizlaldát és vágóhidat létesítettek, mely igen jövedelmező volt, és nagyban hozzájárult a környék gazdasági fejlődéséhez. Főleg román munkaerőt alkalmaztak, így megváltozott a község etnikai összetétele. A rendkívül szennyező létesítményt 2000 után bezárták, az épületeket a helyiek elhordták.

## Népessége
1910-ben 1531, többségben magyar anyanyelvű lakosa volt, jelentős román kisebbséggel.
2002-ben 5885 lakosából 4437 magyar, 1122 román, 320 cigány volt, 4 zsidó, 2 német volt.

## Teleki-kastély
Várát 1477 előtt sombereki Erdélyi István építtette, melyet 1686-ban Teleki Mihály építtetett át várkastéllyá.
Mivel gróf  Teleki László a péceli kastély építtetőjének, Ráday Gedeonnak sógora volt, ezért valószínűleg a péceli és gödöllői kastélyok tervezőjét Mayerhoffer Andrást vagy fiát kérte fel a gernyeszegi kastély megtervezésére, mivel a kastély alaprajzi elrendezése feltűnően közel áll a gödöllői és péceli kastélyok középső elrendezéséhez. A fennmaradt régi alaprajzok mutatják átépítés előtti állapotát, melyek szerint a mai állapottal szemben eredetileg a középső axisban lévő áthajtó két oldaláról indult
egy-egy többkarú lépcső az emeleti előcsarnokhoz, hasonlóan az említett pestkörnyéki kastélyokhoz.
1772 és 1803 között újjáépítették barokk stílusban, a gödöllői kastélyhoz hasonlít. 1949-ben erőszakkal államosították, hosszú ideig gyermekkórház működik benne. A Teleki család visszaszerezte és manapság vagyonát képezi.

## Látnivalók
- Gótikus református temploma 1456-ban épült, sírboltjában nyugszik gr. Teleki Mihály erdélyi kancellár.
- Teleki-kastély

## Híres emberek
- Itt született 1739. november 17-én gr. Teleki Sámuel, Küküllő vármegye főispánja, a Teleki Téka megalapítója.
- Itt született 1874. október 8-án gr. Bethlen István miniszterelnök.
- Itt született 1942. szeptember 13-án Szabó Judit erdélyi magyar néprajzi szakíró, népmesegyűjtő.

## Testvértelepülések
- Ibrány, Magyarország
- Magyarbánhegyes, Magyarország
- Patapoklosi, Magyarország